# 路易斯·康普顿·迈阿尔

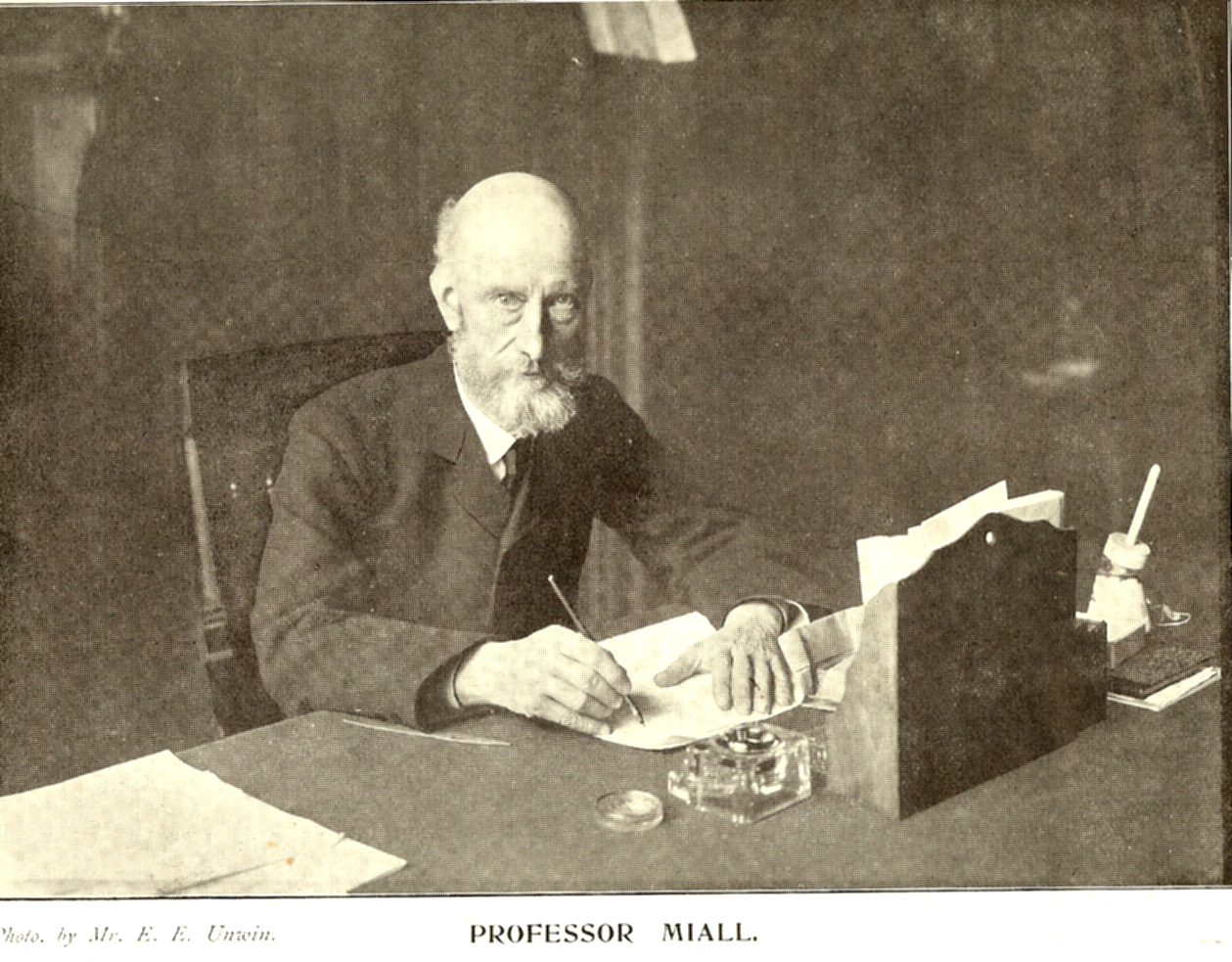
路易斯·康普顿·迈阿尔

路易斯·康普顿·迈阿尔（英語：Louis Compton Miall，1842年9月12日—1921年2月21日）是一位英格兰古生物学家，曾任利兹大学生物学教授，1892年当选皇家学会会士，1904–1906年任富勒生理学教授。